# Hans Dahl (konstnär)
Hans Dahl, född 19 februari 1849 i Granvin, död 27 juli 1937 i Balestrand, var en norsk romantisk konstnär, känd för sina målningar med motiv av norska fjordar och kringliggande landskap. Dahl var far till konstnären Hans Andreas Dahl.

## Tidiga år
Dahl föddes i Granvin vid Hardangerfjorden i västra Norge och visade sin talang för målandet redan vid sexton års ålder. Han kunde dock inte påbörja någon riktig utbildning förrän efter sin tjänstgöring i den svenska armén. Dahl utbildade sig till officer och blev löjtnant år 1871, vilket han var fram till 1874. Efter att ha lämnat armén kunde han inrikta sig på konsten och blev lärling hos Johan Fredrik Eckersberg och Knud Bergslien, för att sedan flytta till Karlsruhe och studera hos Hans Gude och Wilhelm Riefstahl. Därefter åkte han till Düsseldorf i Tyskland och studerade i Düsseldorfskolan med bland annat Eduard von Gebhardt och Wilhelm Sohn som lärare. Hans konst i Düsseldorf bestod främst av detaljrika och fantasifulla landskapsmålningar.

## Karriär

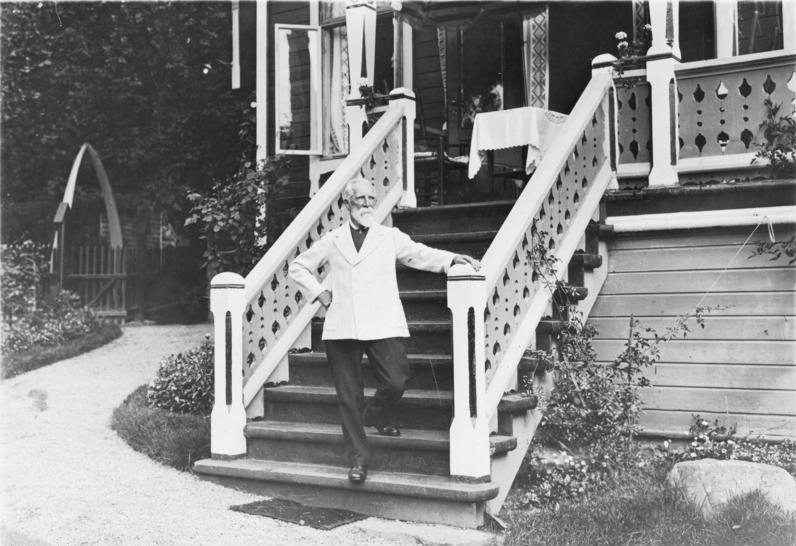
Hans Dahl på trappan till Villa Strandheim.

Dahl flyttade från Düsseldorf, där han hade haft sin första utställning 1876, till Berlin år 1888, men reste hem till Norge varje sommar. Hemma i Norge anställde han Jacob Digres firma år 1893 för att bygga sin sommarbostad. Villan restes på stranden i Balestrand utmed Sognefjorden och liknade konstnären Adelsteen Normanns villa, som byggdes i närheten två år tidigare. Dahls hus döptes till Villa Strandheim.
Efter att ha bott i Wilmersdorf i Berlin fram till 1919, flyttade han till tillbaka hem till Balestrand i Norge. Balestrand blev ett välbesökt turistmål i västra Norge och kejsaren Vilhelm II av Tyskland, som utnämnde honom till kunglig preussisk professor år 1910, besökte Dahl och Villa Strandheim flera somrar i rad.
Under sekelskiftet mellan 1800- och 1900-talet började den romantiska konsten allt mer avta och ersättas av den nya modernismen. Dahl var mycket kritisk till övergången och blev därför inte speciellt populär när de nya konstskolorna uppkom. Han blev särskilt kritiserad av konsthistorikern Jens Thiis och konstnären Christian Krohg, som var en av de ledande personerna bakom övergången till naturalismen.
Dahls motiv har framförallt varit landskapet i västra Norge, främst fjordar med solsken och leende människor i folkdräkter. De glada och livliga färgerna i tavlorna och de charmiga avbildningarna av unga norska flickor i folkdräkter har blivit mycket populära.

## Privatliv
Dahl utsågs till riddare av Sankt Olavs Orden, första klass, år 1902. Han var gift med Helene Bewer, dotter till den tyska konstnären Clemens Bewer. Deras son, Hans Andreas Dahl, blev också konstnär, men avled i lunginflammation vid 38 års ålder.

## Galleri

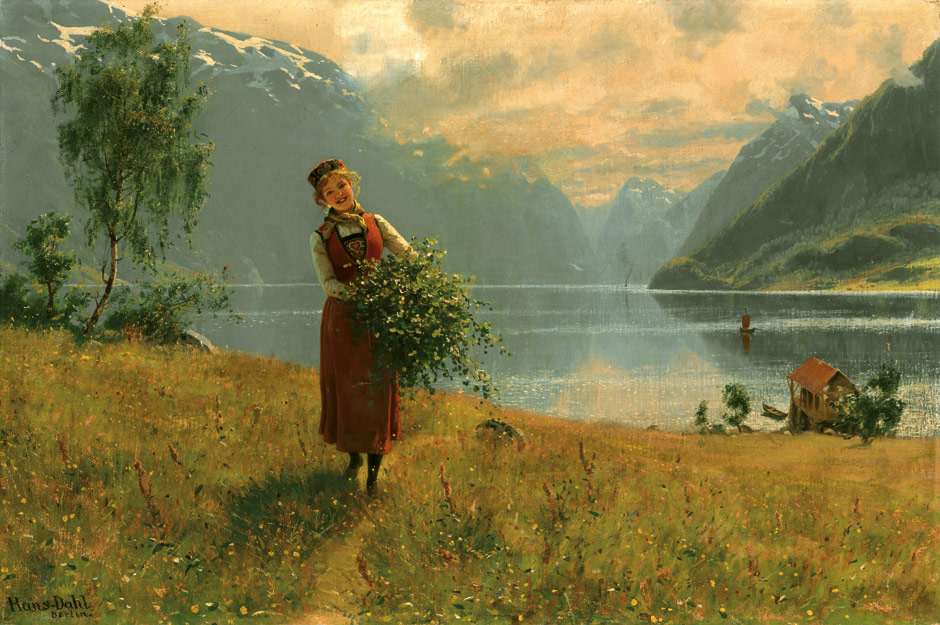
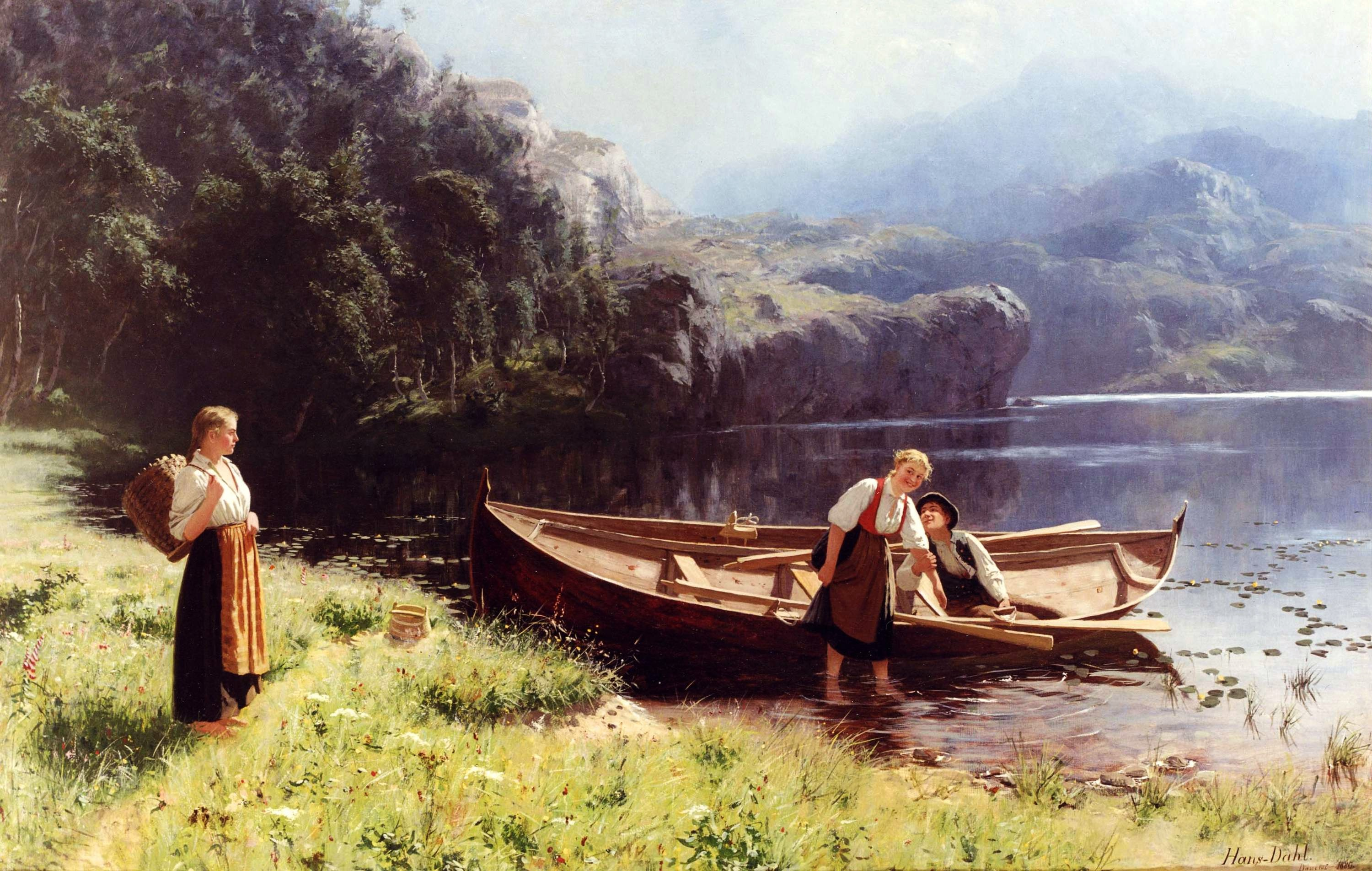
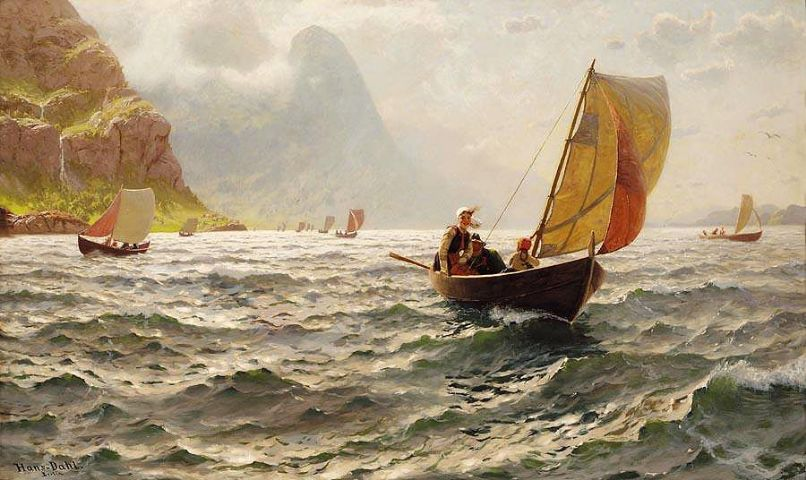
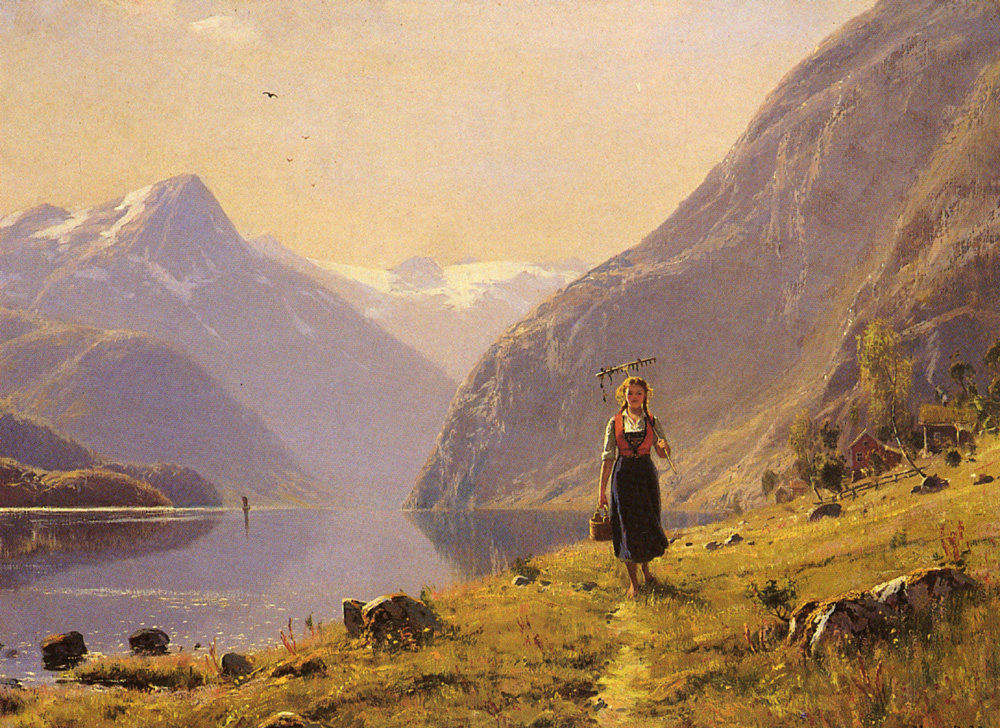
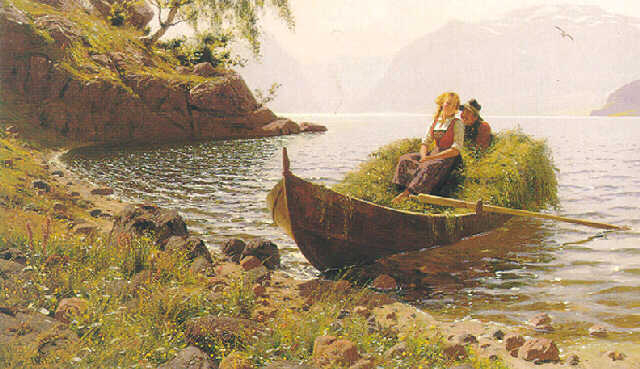
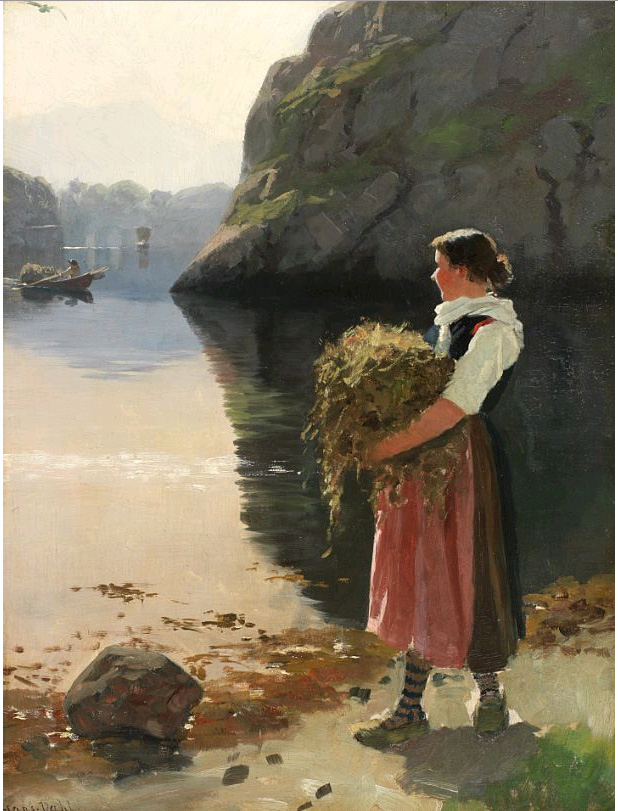
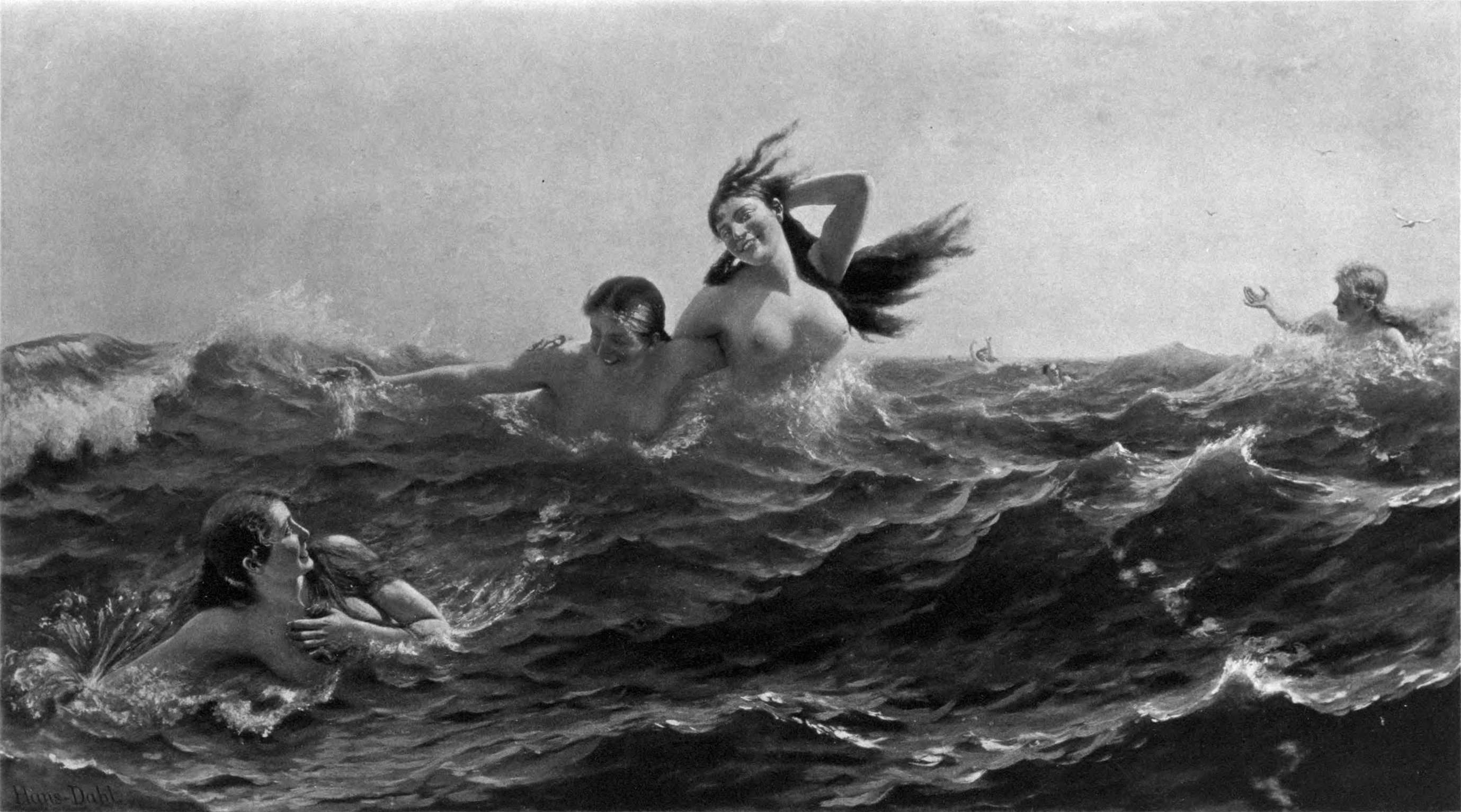
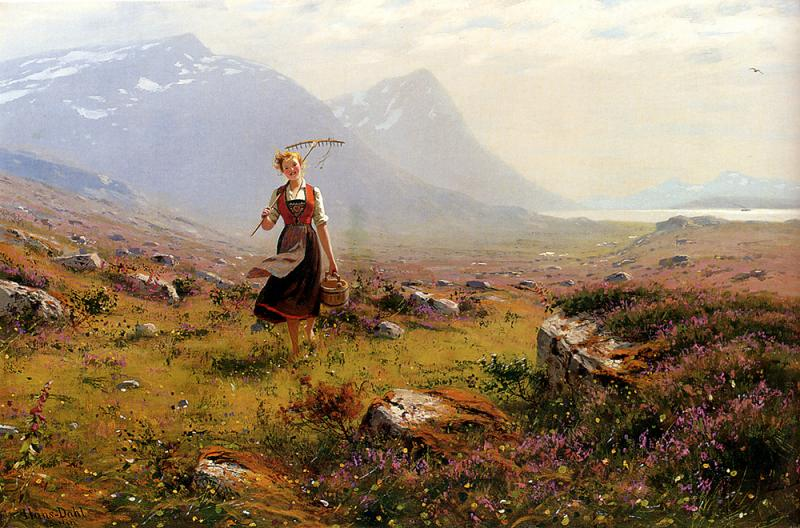
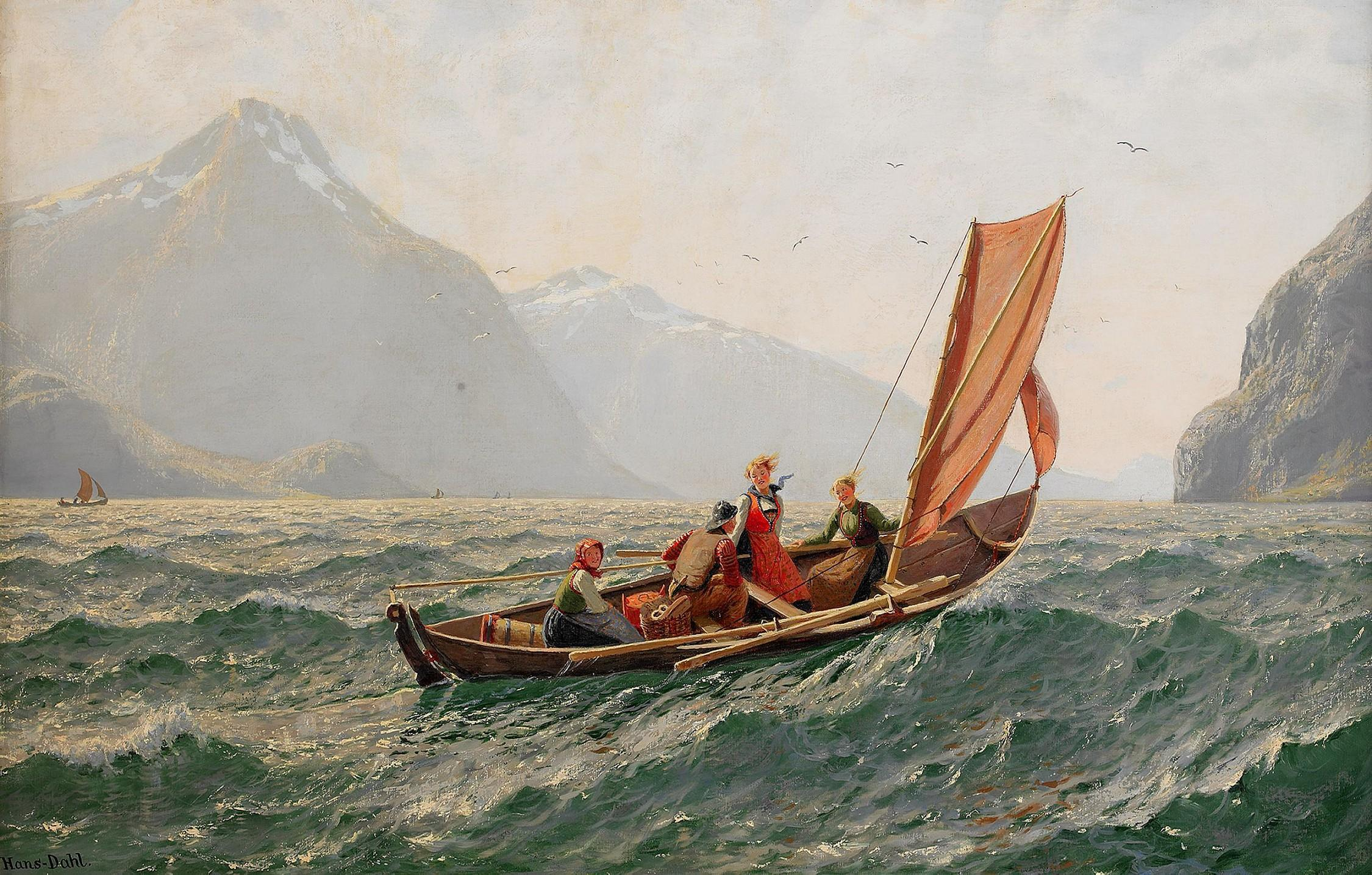
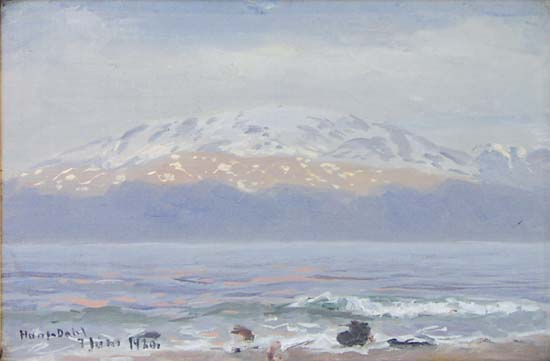
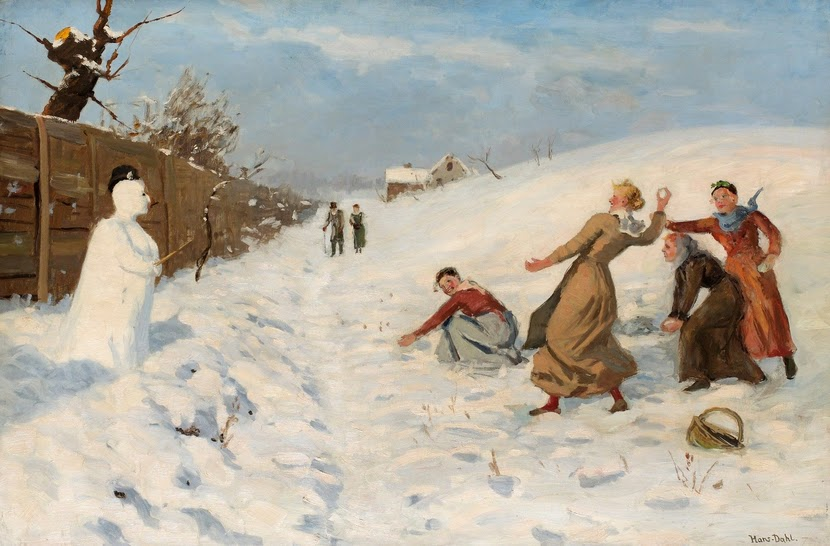